# Schefflera tamana
Schefflera tamana är en araliaväxtart som beskrevs av Julian Alfred Steyermark. Schefflera tamana ingår i släktet Schefflera och familjen araliaväxter. Inga underarter finns listade.